# Парашурама
Парашура́ма (санскр. परशुराम, IAST: paraśurāma, буквально «Рама с топором») — шестая дашаватара Вишну в виде бородатого мужчины с двумя руками, держащими лук и боевой топор, Пятый сын Ренуки и Джамадагни, учитель Бхишмы, Дроны и Карны. По легенде Вишну пришёл как Парашурама с целью избавить варну брахманов от тирании кшатриев. Парашурама уклонился от битвы на Курукшетре.

## Описание
Парашурама был сыном Ренуки и Джамадагни. Некогда царь, именуемый Картавирья, во время охоты посетил хижину отшельника Джамадагни. Джамадагни щедро угостил царскую свиту с помощью своей коровы Камадхену, которая могла выполнить любое желание. Царь, восхищенный чудесными качествами коровы, попросил мудреца отдать ему чудесное животное. Мудрец ответил Картавирье отказом, и тогда сын царя убил Джамадагни. Во время возвращения царя с охоты Парашурама узнал о случившемся и, придя в ярость от совершенного святотатства, погнался за Картавирьей, настиг его и убил в бою. После этого Парашурама поклялся отомстить варне кшатриев и уничтожил всех кшатриев на земле 21 раз. Совершив все эти убийства, он выполнил искупительные ритуалы, завоёванные земли отдал риши Кашьяпе, а сам ушёл в горы, чтобы предаться покаянию на священной горе Мандара.
В отличие от предыдущих воплощений, где Вишну прояснял смысл создания Земли, жизни и первочеловека, в этот раз он явил акт создания божественного порядка.

## Парашурама и Рама
После расправы над кшатриями Парашурама швырнул свой окровавленный топор в океан. Бог моря Варуна в ужасе отшатнулся от него и воды отошли назад, обнажив берег. В результате сформировалось западное побережье Индии, которое отождествляется с воином-брахманом. Позже Парашурама взялся за оружие лишь единожды для укрепления своей веры. Когда караван Дашаратхи выезжал из Митхилы, поднялся сильный ветер и навстречу новобрачному Раме явился Парашурама, усомнившийся в его божественной природе. Тот предложил Раме божественный лук Вишну, — лук-близнец лука Шивы, решивший, что первый лук состарился и стал ломким. Но приблизившись к Раме, поверил в него и подарил ему этот великий лук как своё приношение богу Вишну. С этим луком Рама и отправился на остров Ланку, и подарок Парашурамы сильно помог Раме.

## Храмы Парашурамы
Большинство святых мест, посвященных Парашураме и его матери Ренуке, располагается вдоль побережья, особенно вдоль границ Махараштры и Карнатаки. По преданию, Ренука была очарована видом принца, играющего со своими женами на берегу реки Нармада. Условная потеря целомудрия привела к тому, что её муж, мудрец Джамадагни, приказал обезглавить Ренуку — что Парашурама и сделал. Довольный послушанием сына, Джамадагни предложил Парашураме дар и тот пожелал вернуть мать к жизни. Воскреснув, Ренука стала почитаться как богиня, а Парашурама стал хранителем её целомудрия. Это объясняет, почему в храмах Парашурама и Ренука могут изображаться вместе.

## Праздник «Акшая-тритья»
С Парашурамой связан праздник «Акшая-тритья» (Akshaya Tritiya), который отмечают индусы и джайны. По лунному календарю он выпадает на третий день светлой половины месяца вайшакха, то есть проводится в апреле-мае. Праздник знаменует начало периода летнего процветания. Считается, что Парашурама родился в день «Акшая-тритья». Во время праздника верующие покупают драгоценности, будучи уверенными в том, что Вишну защитит их богатство от воров, так же как Парашурама наказал тысячерукого царя кшатриев за похищение коровы Камадхену у мудреца Джамадагни. Во многих регионах Индии день считается благоприятным для нового бизнеса, браков, дорогостоящих инвестиций и любых новых начинаний. Вайшнавы отмечают «Акшая-тритья» как «Парашурама-Джаянти» (Parasurama Jayanti), то есть день Парашурамы.

## Исторические гипотезы
Около 500 года до н. э. в обществе Индии выросло социальное напряжение, связанное с ритуализмом и влиянием брахманов. Царский двор, ранее выступавший покровителем брахманов, подверг сомнению центральное положение брахманов в обществе. Рост напряжения, по всей видимости, выливался в конфликты и насильственному противостоянию, включая отъем имущества.
Шведский востоковед и лингвист Эрл Шарпантье (Jarl Charpentier, 1884—1935) из Уппсальского университета полагал, что Парашурама имеет реальные исторические корни. Сравнив первые тексты, где встречается его имя, Шарпантье обратил внимание, что Парашурама никак изначально не соотносился с аватарой Вишну. Только в последних частях «Махабхараты», в текстах «Харивамши» и некоторых пуранах он фигурирует в списках аватар. Шведский учёный датирует признание Парашурамы аватарой периодом после V века, связывает его с побережьем Конкана и каким-то неизвестным историческим событием.
Писатель Канайялал Мунши (1887—1971), являющийся известной фигурой в гуджаратской литературе полагал, что Парашурама родом с западного побережья Индии, в частности, Малабарского берега, и его личность как-то связана с «Битвой десяти царей», описанной в Ригведе. В событиях середины II тысячелетия до н. э. участвовал брахманский род Бхригу, который поддерживал одно из племен ариев. Легенда о Парашураме, по всей видимости, отражает первую фазу арийского продвижения к реке Нармаде и границам государства Магадхи. Его врагами были воины неарийских племен, а сам он является олицетворением жреца ариев, ведущих кочевой или охотничий образ жизни.

## Парашурама в скульптуре
Рост Парашурамы должен быть 120 ангула (ширина средней фаланги среднего пальца ваятеля). Он должен носить джата-корону и священный шнур, а также оленью шкуру. Рук у него две или четыре. Если он имеет две руки, правая должна держать парашу (боевой топор), левая — в шучи-мудра — указание на что-либо. Если он имеет четыре руки, он должен нести в них боевой топор, меч, лук и стрелу.